# Marsopa d'ulleres
La marsopa d'ulleres (Phocoena dioptrica) és una espècie de marsopa rarament vista. L'espècie es distingeix fàcilment de la resta de marsopes pels anells negres característics que té al voltant dels ulls, que semblen ulleres i que donen a l'animal el seu nom. Aquests anells solen estar envoltats per un altre anell molt més clar.